# Jay Miner
Jay Glenn Miner (Prescott, 31 de maio de 1932 - Mountain View, 20 de junho de 1994) foi um famoso designer americano de circuitos integrados, conhecido principalmente pelo seu trabalho em chips multimédia e como o "pai do Amiga". Ele recebeu um BS em EECS a partir da UC Berkeley em 1959. Miner começou na indústria electrónica com um número de projetos no mundo da medicina, incluindo um pacemaker por controlo remoto. Ele mudou-se para a Atari no final de 1970. Um dos seus primeiros sucessos foi a combinar um breadboard inteiro de  componentes em um único chip, conhecido como o TIA. O TIA foi o hardware de vídeo para o Atari 2600, que passaria a  vender milhões.
Depois de trabalhar no TIA chefiou o projeto do follow-on chip set que viria a ser a base da família de computadores domésticos Atari de 8 bits, conhecido como ANTIC e CTIA. No início de 1980 Jay, junto com outros funcionários da Atari, fartou-se da gestão e demitiu-se. desenvolveram outro chipset numa nova empresa em Santa Clara, chamada Hi-Toro (renomeada posteriormente para Amiga Corporation), onde eles tinham liberdade criativa. Lá, eles começaram a criar um novo Motorola 68000-base consola de jogos, com o nome de código Lorraine, que pode ser actualizado para um computador. Para arrecadar dinheiro para o projeto de Lorraine, a Amiga Corporation projectou e vendeu joysticks e cartridges de jogos para consolas de jogos populares como o Atari 2600 e ColecoVision, bem como um dispositivo de entrada estranho chamado Joyboard, essencialmente um joystick. A Atari continuou a estar interessada em esforços de equipa em todo este período, e financiou com $ 500 000 (EUA) em troca do uso do primeiro chipset resultante.
Também no início de 1980 Jay trabalhou num projeto com Intermedics, Inc. para criar um pacemaker cardíaco baseado em um microprocessador. O microprocessador foi chamado Lázaro e o pacemaker foi eventualmente chamado Cosmos. Jay foi listado co-inventor de duas patentes. Patente dos EUA 4390022, Richard V. Calfee & Jay Miner, "dispositivo implantável com controlo de microprocessador", emitido 1983/06/28, atribuído à Intermedics, Inc. patente dos EUA 4404972, Pat L. Gordon, Richard V. Calfee & Jay Miner, "dispositivo implantável com controlo de microprocessador", emitido 1983/06/28, atribuído a Intermedics, Inc.
A crew do Amiga persistiu com graves problemas financeiros e tinha recebido mais apoio monetário por parte dos investidores. A Amiga entrou em discussões com a Commodore. As discussões levaram a querer adquirir a Commodore Amiga de imediato, que seriam (do ponto de vista da Commodore) cancelar quaisquer contratos pendentes - incluindo a Atari Inc.. Então, ao invés de entregar o chipset Amiga, a Commodore entregou um cheque de US$ 500 000 à Atari, em nome da Amiga, com efeito a devolução dos recursos investidos no Amiga para a conclusão do chipset Lorena.
Jay trabalhou no Commodore Amiga, durante vários anos, em Los Gatos, Califórnia. Eles fizeram um bom progresso no início, mas como a gerência da Commodore mudou, tornaram-se marginalizados e os funcionários do Amiga original foram demitidos ou excluídos na base de um-por-um, até que todo o escritório de Los Gatos foi fechado. Miner mais tarde trabalhou como consultor para a Commodore, até que foi à falência. Ele era conhecido como o "Padre" (pai) do Amiga, entre os utilizadores. Jay sempre teve o seu cão "Mitchy" (um cockapoo) com ele onde quer que fosse. Enquanto ele trabalhava na Atari, Mitchy ainda tinha o seu próprio crachá identificativo e a impressão da pata do Mitchy é visível no interior da tampa do Amiga 1000, no topo, ao lado das assinaturas dos engenheiros que trabalharam nele. Jay sofreu com problemas renais durante a maior parte de sua vida, de acordo com sua esposa, e efectuava diálise. A sua irmã doou-lhe um de seus próprios rins. Miner morreu devido a complicações de insuficiência renal com 62 anos, apenas dois meses após, a Commodore declarou falência.